# Невеста слишком хороша
«Невеста слишком хороша» («Первая брачная ночь», фр. La Mariee Est Trop Belle) — французский кинофильм. Экранизация произведения Одетт Жуаё.

## Сюжет
Шушу, молодая и успешная модель, активно участвует в различных съёмках для журналов мод. Среди её новых знакомых появляется Мишель, редактор одного из изданий. Девушка влюбляется в молодого красавца и уже готова на всё, чтобы привлечь его внимание. Но не она одна жаждет завоевать сердце редактора: соперницей Шушу выступит напарница Мишеля, Юдифь.

## В ролях
| Актёр              | Роль   |
| ------------------ | ------ |
| Брижит Бардо       | Шушу   |
| Луи Журдэн         | Мишель |
| Мишлин Прель       | Юдифь  |
| Марсель Амон       | Тони   |
| Жан-Франсуа Кальве | Патрис |